# Anastasia Roubtsova
Anastasia Roubtsova (en russe : Анастасия Рубцова), née le 23 juin 1992, est une coureuse de fond russe spécialisée en skyrunning. Elle a remporté la Skyrunner World Series 2024 et est championne d'Europe de SkyRace 2025.

## Biographie
Anastasia Roubtsova pratique la randonnée durant sa jeunesse puis se met à l'alpinisme durant ses études. Elle fait ensuite la rencontre de son futur mari qui l'initie à la course à pied et quitte Moscou pour rejoindre ce dernier à Vladivostok. Après la naissance de ses enfants, elle abandonne la pratique de l'alpinisme et se consacre davantage à la course à pied. Sa pratique passée de l'alpinisme la pousse à s'essayer à la discipline technique du skyrunning où elle excelle à ses débuts en remportant l'épreuve de 25 kilomètres lors de l'Arkhyz X Run Alpindustria Trail en 2021,.
Elle se révèle sur la scène nationale en 2022. Le 7 mai, elle remporte la victoire du Red Fox Elbrus SkyMarathon en s'imposant avec quinze minutes d'avance sur sa plus proche rivale. Le 25 juin, elle remporte son premier titre national en s'imposant lors des championnats de Russie skyrunning courus dans le cadre de la Tigertish Race.
Elle fait ses débuts en compétition internationale en 2023 et prend part à la Skyrunner World Series sous banière neutre. Lors de sa première manche sur le Matterhorn Ultraks Extreme, elle crée la surprise en s'emparant de la tête à mi-parcours et s'impose devant les favorites.
En 2024, elle délaisse la plupart des compétitions nationales pour se concentrer sur la Skyrunner World Series. Le 5 mai, après un long voyage depuis Vladivostok, elle lutte face à l'Américaine Bailey Kowalczyk sur la Skyrace des Matheysins et parvient à faire la différence pour remporter la victoire. Le 29 juin, elle mène la Kaiserkrone SkyRace de bout et bout et s'impose en 4 h 4 min 20 s, signant un nouveau record féminin du parcours. Le 23 août, elle domine la Matterhorn Ultraks Extreme et s'impose avec 34 minutes d'avance sur sa plus proche poursuivante. Le 5 octobre, elle se rend en Thaïlande pour participer à l'Inthanon SkyRace qu'elle domine à nouveau en devançant de près d'une demi-heure la Tchèque Marcela Vašínová. Elle enchaîne avec la 2 Peaks SkyRace en Corée du Sud. Elle y remporte sa cinquième victoire de la saison et s'assied confortablement en tête du classement général. Lors de la finale SkyMasters courue dans le cadre du Marató dels Dements à Eslida, elle court en tête qu'elle échange à plusieurs reprises avec Júlia Font. Elle parvient à accélérer à mi-parcours et se détache seule en tête. Elle s'impose en 5 h 38 min 53 s et établit un nouveau record féminin du parcours. Grâce à sa sixième victoire en six participations, elle remporte logiquement le classement général ayant livré une saison parfaite.
Le 5 juillet 2025, elle prend le départ de l'épreuve de SkyRace des championnats d'Europe de skyrunning courus dans le cadre du SkyMarathon Sentiero 4 Luglio. Voyant partir l'Italienne Benedetta Broggi en première partie de course, elle lance son attaque dans la partie descendante pour s'emparer de la tête et filer vers la victoire pour remporter le titre. Avec sa cinquième place sur le kilomètre vertical, elle remporte de plus la médaille d'or du combiné.

## Palmarès
| no  | féminin            | Course                                                    | Longueur | Départ            | Temps           |
| --- | ------------------ | --------------------------------------------------------- | -------- | ----------------- | --------------- |
| 8e  | Médaille d'or      | Championnats de Russie de skyrunning - SkyRace            | 24 km    | 25 juin 2022      | 4 h 56 min 50 s |
| 5e  | Médaille d'or      | Red Fox Elbrus SkyMarathon                                | 12,3 km  | 7 mai 2022        | 4 h 30 min 28 s |
| 14e | Médaille d'or      | Championnats de Russie de skyrunning - SkyRace            | 19 km    | 16 avril 2023     | 2 h 22 min 36 s |
| 9e  | Médaille d'argent  | Red Fox Elbrus Vertical                                   | 3,9 km   | 5 mai 2023        | 50 min 26 s     |
| 5e  | Médaille d'or      | Red Fox Elbrus SkyMarathon                                | ?km      | 7 mai 2023        | 2 h 32 min 10 s |
| 20e | Médaille d'or      | Matterhorn Ultraks Extreme                                | 25 km    | 25 août 2023      | 4 h 10 min 33 s |
| 40e | Médaille de bronze | Gorbeia Suzien                                            | 31 km    | 23 septembre 2023 | 3 h 39 min 54 s |
| 54e | Médaille d'or      | Skyrace des Matheysins                                    | 25 km    | 5 mai 2024        | 2 h 53 min 52 s |
| 9e  | Médaille d'or      | Championnats de Russie de skyrunning - kilomètre vertical | 2,82 km  | 12 juin 2024      | 49 min 27 s     |
| 15e | Médaille d'or      | Kaiserkrone SkyRace                                       | 25,2 km  | 29 juin 2024      | 4 h 4 min 20 s  |
| 11e | Médaille d'or      | Matterhorn Ultraks Extreme                                | 27 km    | 23 août 2024      | 4 h 20 min 26 s |
| 4e  | Médaille d'or      | Inthanon SkyRace                                          | 32 km    | 5 octobre 2024    | 3 h 40 min 39 s |
| 8e  | Médaille d'or      | 2 Peaks SkyRace                                           | 25,9 km  | 26 octobre 2024   | 3 h 24 min 55 s |
| 25e | Médaille d'or      | SkyMasters                                                | 42,5 km  | 16 novembre 2024  | 5 h 38 min 53 s |
| 9e  | Médaille d'or      | México Sky Challenge 35k                                  | 35,6 km  | 29 mars 2025      | 5 h 4 min 57 s  |
| 9e  | Médaille d'argent  | Andes Mountain SkyRace                                    | 34 km    | 12 avril 2025     | 6 h 9 min 41 s  |
| 16e | Médaille d'or      | Red Fox Elbrus Vertical                                   | 3,9 km   | 5 mai 2025        | 53 min 49 s     |
| 5e  | Médaille d'or      | Red Fox Elbrus SkyMarathon                                | 12,3 km  | 7 mai 2025        | 3 h 49 min 15 s |
| 8e  | Médaille d'or      | Tahtalı Run To Sky                                        | 27 km    | 10 mai 2025       | 3 h 17 min 11 s |
| 39e | 5e                 | Championnats d'Europe de skyrunning - Kilomètre vertical  | 4,32 km  | 3 juillet 2025    | 45 min 5 s      |
| 30e | Médaille d'or      | Championnats d'Europe de skyrunning - SkyRace             | 22,7 km  | 5 juillet 2025    | 2 h 29 min 46 s |